# Zigosaure
El zigosaure (Zygosaurus lucius) és un amfibi prehistòric extint que visqué al Permià. Se n'han trobat restes fòssils al Tatarstan (Rússia).